# 讷维尔圣雷米
讷维尔圣雷米（法語：Neuville-Saint-Rémy，法語發音：[nøvil sɛ̃ ʁemi]）是法国上法蘭西大區北部省的一个市镇，属于康布雷区。

## 地理
讷维尔圣雷米（50°11'16"N, 3°13'20"E）面积2.37 平方千米，位于法国上法蘭西大區北部省，该省份为法国最北部的省份及最长的省份，西北濒北海，西接加来海峡省，南至埃纳省和索姆省，东与比利时接壤。
与讷维尔圣雷米接壤的市镇（或旧市镇、城区）包括：蒂卢瓦莱康布雷、康布雷、拉扬库尔-圣奥勒。

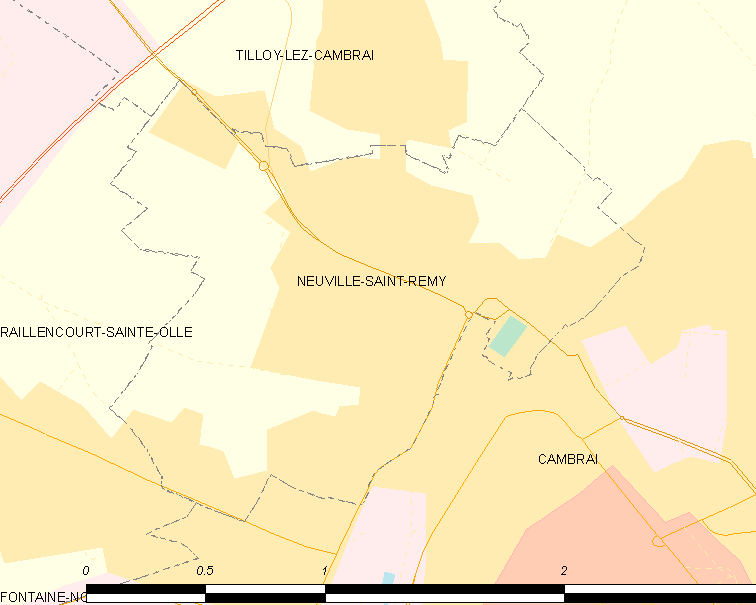
讷维尔圣雷米的OSM定位图

讷维尔圣雷米的时区为UTC+01:00、UTC+02:00（夏令时）。

## 行政
讷维尔圣雷米的邮政编码为59554，INSEE市镇编码为59428。

## 政治
讷维尔圣雷米所属的省级选区为康布雷县。

## 人口

1962-2008年间讷维尔圣雷米人口变化图示

讷维尔圣雷米于2022年1月1日时的人口数量为3909人。